# Азнагул Урускулов
Азнагул Урускулов (баш. Аҙнағол Ырыҫҡолов) — предводитель башкирского восстания 1662—1664, происходил из башкир Сибирской даруги.

## Биография
Один из предводителей башкирского восстания 1662—1664, происходил из башкир Сибирской даруги и Кыр-Кудейской волости. Вместе с Бекзяном Туктамышевом также возглавлял восстание в Сибирской даруге, отказывался от переговоров с властями об прекращении движения. Весной 1663 года совместно с другими предводителями заключил союз с Кучумовичами, в грамоте воеводы города Уфы его обещали простить, но дальнейшяя судьба неизвестна.